# Pola Friedrichs
Pola Friedrichs (* 2015 in Leipzig) ist eine deutsche Kinderdarstellerin und Schauspielerin in Film und Fernsehen.

## Leben und Karriere
Pola Friedrichs wurde in Leipzig geboren und gab ihr Filmdebüt 2021 mit einer tragenden Rolle in Kommt ein Vogel geflogen von Christian Werner.
Seitdem war sie in mehreren Produktionen zu sehen, darunter in Eine Million Minuten (2024) und Frisch (2024). 2025 ist sie im Tatort: Solange du atmest zu sehen.
Pola Friedrichs lebt in Leipzig.

## Filmografie (Auswahl)
- 2023: Mapa[6] (Fernsehserie, 6 Folgen)
- 2024: Kommt ein Vogel geflogen
- 2024: Eine Million Minuten
- 2024: Frisch
- 2025: Tatort: Solange du atmest